# جين شوت
جين شوت (بالإنجليزية: Gene Schott)‏ هو لاعب كرة قاعدة أمريكي، ولد في 14 يوليو 1913 في باتافيا في الولايات المتحدة، وتوفي في 16 نوفمبر 1992 في Sun City Center, Florida ‏ في الولايات المتحدة.

## وصلات خارجية
- جين شوت على موقع دوري كرة القاعدة الرئيسي (الإنجليزية)
- جين شوت على موقعبيزبول رفرنس.كوم (الدوري الرئيسي) (الإنجليزية)
- جين شوت على موقعبيزبول رفرنس.كوم (الدوري الثانوي) (الإنجليزية)
- جين شوت على موقع مشجعي الرسوم البيانية (الإنجليزية)